# Bununtalen
De Bunun-taalfamilie is een onderdeel van de Austronesische talen die wordt gevormd door het Bunun, dat in Taiwan wordt gesproken. 

## Classificatie
- Austronesische talen (1268)
  - Bununtalen (1)

## Talen
- Bunun

## Evolutie van het aantal sprekers
- 1993: 34 000
- 2002: 37 989

Er is dus een lichte stijging waar te nemen.

## Verspreiding van de sprekers
- Taiwan: 37 989; In de top tien van meest gesproken talen in Taiwan staat het Bunun op nummer 8, volgens de totalen van het aantal sprekers op nummer 9.